# Plaça de l'Assumpció (Vilanova i la Geltrú)
La Plaça de l'Assumpció és una obra de Vilanova i la Geltrú (Garraf) protegida com a Bé Cultural d'Interès Local.

## Descripció
Es tracta d'una plaça de reduïdes dimensions de planta lleugerament triangular, en la qual hi concorren pels seus vèrtex quatre carrers. L'església de Santa Maria de la Geltrú presideix l'espai amb la seva escalinata. Aquesta és exemple d'arquitectura religiosa del classicisme barroc. Davant seu s'aixeca un parament de façanes d'edificis entre mitgeres de planta baixa i dues plantes pis compostes sobre eixos verticals amb arcs rebaixats o de mig punt a la planta baixa i balcons o finestres a les plantes pis. La façana nord està conformada per part de l'edifici de la Rectoria i tres cases. La de la cantonada amb semisoterrani, planta baixa i dues plantes pis, la del mig de planta baixa, dues plantes pis i golfa la del costat de la Rectoria amb semisoterrani, i dues plantes pis. Els tres edificis estan composts amb portal rebaixat, balcons i finestres sobre eixos verticals.